# Elif Aybüke Yılmaz
Elif Aybüke Yılmaz (Ankara, 1993) és una taekwondista turca, campiona mundial 2016 en poomsae, en la categoria de dones 18-29 anys. Va guanyar la medalla d'or en el 10è Campionat de Poomsae a Lima, Perú entre el 29 de setembre i el 2 d'octubre de 2016. En aquest campionat, Turquia va guanyar el segon lloc després de Corea del Sud. Yılmaz és estudiant de la Facultat de Ciències dels Esports a la Universitat Gazi d'Ankara i participa en els campionats mundials des del 2013. En el 10è campionat també va ser escollida la millor esportista femenina. En el Campionat Europeu d'Alacant de 2013 va guanyar una medalla de bronze.